# Coronini, Caraș-Severin
Coronini este satul de reședință al comunei cu același nume din județul Caraș-Severin, Banat, România.
Localitatea este denumită după generalul austriac Johann Baptist conte Coronini de Cronberg, între altele din 1850 guvernator militar și civil al Voivodinei Sârbești și Banatului Timișan.